# لوئیز لینتن
لوئیز لینتن (انگلیسی: Louise Linton؛ زادهٔ ۲۱ دسامبر ۱۹۸۰) یک هنرپیشه اهل اسکاتلند است.
وی همسر فعلی استیون منوچین، وزیر خزانه‌داری ایالات متحده آمریکا است.
از فیلم‌ها یا مجموعه‌های تلویزیونی که وی در آن‌ها نقش داشته‌است می‌توان به شیرها برای بره‌ها، پژواک، قوانین صدق نمی‌کنند و سی‌اس‌آی: نیویورک اشاره نمود.